# Primnoa pacifica
Primnoa pacifica is een zachte koraalsoort uit de familie Primnoidae. De koraalsoort komt uit het geslacht Primnoa. Primnoa pacifica werd in 1907 voor het eerst wetenschappelijk beschreven door Kinoshita. 